# Johannes de Limburgia
Johannes de Lymburgia of Johannes de Limburgia, ook wel Johannes Vinandi, (werkzaam tussen 1408 - 1430) was een Vlaamse polyfonist afkomstig uit de Lage Landen.
Zijn naam wijst erop dat hij afkomstig was uit het hertogdom Limburg of misschien het stadje Limburg zelf.
Johannes de Limburgia heeft gewerkt voor Luikse kerken en was onder meer succentor aan de Sint-Jan-de-Evangelistkerk in 1426 (evenals Johannes Ciconia enkele decennia eerder). Omstreeks 1430 werkte hij in Italië, misschien in Venetië, Vicenza of Padua, steden waarvoor hij motetten schreef.
Zoals voor Arnoldus en Hugo de Lantins valt op dat een relatief groot aantal werken van hem bewaard is gebleven: een vijftigtal, waaronder een misordinarium in de Codices van Trente.
Wellicht is hij dezelfde persoon als Johannes Brassart, die van 1422 tot 1431 genoemd werd als succentor van de Sint-Janskerk in Luik. Misschien is hij tevens de Johannes de Francia die in de jaren 1420 in Padua verbleef. In 1431 was hij in het paleis van bisschop Pietro Emiliani van Vicenza getuige bij de opstelling van het testament van een van de leden van de Emiliani-familie, bij wie hij mogelijk in dienst was.
Het meestal driestemmige oeuvre van de componist bestaat uit afzonderlijke misdelen (ordinaria), magnificats, hymnes en motetten.
- Gemeinsame Normdatei: 1047876353
- International Standard Name Identifier: 0000 0000 0276 8583
- Library of Congress Control Number: n87807577
- MusicBrainz: db60d2bc-21ec-4e17-a930-c8bb08cd81b0
- Nationale Bibliotheek van Israël: 987007393174505171
- Virtual International Authority File: 239856545
- WorldCat: E39PBJrgFC7yKb4C7vW3B3frMP